# ヴェルナー・クニーセク
ヴェルナー・クニーシェック（ドイツ語: Werner Kniesek, 1946年11月17日 - ）は、オーストリアの殺人犯。同国の犯罪史の中でも一際危険な人物の1人であり、仮釈放中に3人一家を襲撃し、一家全員を拷問した挙句、殺害した。彼による犯行はのちに映画化された。

## 生い立ち
1946年、ザルツブルクにて、非嫡出子（私生児）として生まれ育った。父親には一度も会ったことが無かった。学校を休み、家出、窃盗、動物虐待を行うようになった。途方にくれた母親は、息子に家から出ていくよう迫った。ヴェルナーはこの時に母親をナイフで刺し、いくらかの金銭を奪って西ドイツへ逃亡した。

## 逮捕と服役
16歳の頃に逃亡先のハンブルクで逮捕され、オーストリアへ送還される。その後2年間にわたり殺人未遂の容疑で少年施設で服役、釈放される。釈放後、数件の強盗事件を起こし、73歳の女性を銃で撃ち、再び逮捕される。1973年、クニーシェックは、自分は精神障害であると主張し、懲役8年の刑を言い渡されて刑務所で服役した。1980年1月に「態度良好」として出所する予定であった。クニーシェックは16歳の時から7回の有罪判決を受け、刑務所で15年間、感化院では13か月過ごした。
釈放の数週間前、クニーシェックは、職探しのためにガルシュテン刑務所から3日間離れる休暇を与えられた。

## アルトライター一家惨殺事件
クニーシェックは、刑務所に服役していたころに違法の酒を作り、それを刑務所内で売り捌いてお金を稼いでいた。彼はそのお金でウィーンにてガス銃を購入した。1980年1月16日、クニーシェックは列車に乗ってザンクト・ペルテン(Sankt Pölten)へ向かい、そこでタクシーを拾う。その際、「自分はカーペット製造会社の外交員であり、営業でこの街へ来た」と運転手に告げ、住宅街へと向かわせた。フォックスンケラーガッセに到着後、アルトライター家の邸宅をたまたま見付けたクニーシェックは、午後遅くにバスルームから住居内に侵入した。そこにはゲルトルーデ・アルトライター（55歳）、息子のヴァルター・アルトライター（27歳）、そしてその妹の学生であるイングリット・アルトライター（25歳）の計3名が住んでいた。ヴァルターは3歳の頃から車椅子で生活していた。クニーシェックは手始めにヴァルターを襲い、身動きを取れなくさせた。夕方、ゲルトルーデとイングリットが帰宅すると、クニーシェックは2人を襲い、縛り付けた。ゲルトルーデは、クニーシェックは強盗目的で侵入してきたのだと思い込み、彼に2万シリングの小切手を渡して受け取らせた。だが、クニーシェックはもともと殺人目的で侵入してきたのであり、命乞いに応じるつもりはなかった。
クニーシェックは、ゲルトルーデの目の前で息子のヴァルターを素手で拷問して絞殺、その次にゲルトルーデの身体を引きずり回して拷問し、その3時間後に縄で絞殺した。イングリットは、クニーシェックによって約7時間から11時間に亘って拷問を受けた挙句、同じく絞殺された。彼女の遺体は蚯蚓腫れ、出血、数十の火傷の痕で覆われていたという。一家を皆殺しにしたクニーシェックは、一家が飼っていた猫も殺害し、遺体のすぐそばで眠った。イングリットが死ぬ前、彼女の婚約者から電話がかかってきており、その際、彼女は「時間が無く、会えそうにない」と返答した。当時、アルトライター家には21歳の下宿人の女性がいたが、彼女はこの日には家にいなかったために難を逃れた。

## 逮捕
翌朝、クニーシェックは一家が所有していたメルセデス・ベンツのトランクの中に遺体を詰め込み、ゲルトルーデから手渡された小切手を換金し、遺体が入った状態のままベンツに乗ってカールシュテッテンにある一軒のレストランを訪れた。食事の間に決して席を離れず、多額の現金を持ち、黒い手袋をはめたクニーシェックの存在に気付いて不審に思った人間もいた。また、クニーシェックは「ここから最も近い高速道路の出入口はどこにあるのか」と尋ねた。店の従業員の1人が、クニーシェックが乗ってきたベンツの登録番号を書き留め、憲兵隊に通報した。通報を受けた憲兵隊がアルトライター家に向かうと、邸宅の窓は壊されており、住人も行方不明であった。一家と車の捜索が開始された。真夜中になる少し前、無線パトカーがザルツブルクにてアルトライタ一家のベンツを発見した。車を調べている最中に、トランクに詰め込まれていた遺体を発見し、クニーシェックは逮捕された。
2日後、クニーシェックは「人を殺したい」という単純な欲望に駆られてアルトライター家を皆殺しにしたことを告白した。この殺人は彼の精神的充足感を満たすためだけに行われ、他の殺人については何も語らなかった。ゲルトルーデを殺す際、クニーシェックは、彼女にさらなる苦痛を味わわせる目的から、彼女の意識を失わせないようにするために心臓病の薬を無理やり服用させたという。取り調べによれば、クニーシェックがアルトライター家を襲撃したのは「たまたま目に止まったから」だという。また、ザンクト・ペルテンの警察署長によれば、アルトライター家は犬も飼っていたが、クニーシェックにはこの犬を殺せなかった、と伝えられる。クニーシェックはザルツブルク地方裁判所内にある独房の中で自殺を図るも、裁判所の職員に阻止された。
1980年7月4日、クニーシェックは「重度の精神障害である」として、ザンクト・ペルテン地方裁判所(Landesgericht Sankt Pölten)から終身刑を宣告された。1983年にはシュタイン刑務所(Justizanstalt Stein)からの脱走を試みるも失敗に終わった。

## 刑務所制度への影響
法務大臣のクリスティアン・ブローダは、記者会見にてクニーシェックによる事件について触れ、「クニーシェックが1975年1月1日以降に有罪判決を受けていればこの事件は起こらなかったであろう」と述べ、刑務所内で科学的および医学的な心添えを伝えることの重要性について強調した。この時点で「精神障害」の概念が拡張され、刑期満了を迎えたあとでも囚人を精神病院に収容できるようになった。オーストリアの法律は不遡及であり、クニーシェックのような人物に対して遡及的措置のような刑を執行することはできずにいた。
1975年までに既存の刑法に基づいて刑を宣告された囚人を出所させないようにするため、9人の委員による作業部会が設立された。新たな刑法では、精神異常者や再犯の危険がある者が含まれる可能性があり、これに割り当てられた囚人たちは専用の施設で服役することとなった。

## 映画化
1983年、クニーシェックによるアルトライター一家惨殺事件を題材に作られた映画『Angst』がオーストリアにて公開された。主役の殺人犯を演じたのはアーヴィン・リーダー(Erwin Leder)、監督はゲラルト・カーグル(Gerald Kargl)。映画は本国オーストリアのみならず、ヨーロッパ全土で上映禁止となった。
2012年、フランスでは『Schizophrenia』（『統合失調症』）という題名でこの映画のBlu-ray discが発売された。2015年、映画配給会社の『Cult Epics』はこの映画のDVDとBlu-rayを発売し、アメリカ合衆国において一部の映画館で上映した。言語はドイツ語のほか、フランス語による吹替音声もあり、DVDおよびBlu-rayに収録されている。
日本では『鮮血と絶叫のメロディー/引き裂かれた夜』の題名でVHSビデオが発売されたのみであったが、2020年7月3日に『アングスト/不安』という題名で国内で初めて上映された。2021年には日本語盤のDVDおよびBlu-rayが発売となった。

## 参考
1. ↑  “Polizei: Unfassbar was in seinem Gehirn vorgeht”.   Arbeiter Zeitung（労働者新聞）. p. 5 (1980年1月29日). 2020年6月8日時点のオリジナルよりアーカイブ。2021年1月16日閲覧。
2. ↑  “Eine ganze Familie ausgerottet: Aus Lust am Töten”.   Arbeiter Zeitung（労働者新聞）. p. 7 (1980年7月5日). 2020年6月10日時点のオリジナルよりアーカイブ。2021年1月16日閲覧。
3. ↑  “Es war wie eine Art von Zwang”.   Arbeiter Zeitung（労働者新聞）. p. 5 (1980年1月19日). 2020年6月15日時点のオリジナルよりアーカイブ。2021年1月16日閲覧。
4. ↑  “Tragischer Anlassfall beweist Bedeutung des neuen Strafvollzuges”.   Arbeiter Zeitung（労働者新聞）. p. 3 (1980年1月23日). 2020年6月8日時点のオリジナルよりアーカイブ。2021年1月16日閲覧。
5. ↑  REBEKAH MCKENDRY (2017年1月5日). “Banned!: 10 Horror Movies You Weren’t Supposed to See”. blumhouse.com. 2017年1月7日時点のオリジナルよりアーカイブ。2021年2月6日閲覧。
6. ↑  “Angst Blu-ray (France)”. blu-ray.com. 2017年6月28日閲覧。
7. ↑  “Angst Blu-ray” (2015年6月10日). 2020年4月7日閲覧。
8. ↑  “実在の殺人鬼の狂気に迫る『アングスト／不安』予告編公開　映倫「R15+だが精神的に滅入る内容」”. realsound.jp. 2021年1月16日閲覧。